# Cmentarz żydowski w Przasnyszu
Cmentarz żydowski w Przasnyszu – kirkut mieści się przy ulicy Leszno. 

## Historia
Powstał w XVII wieku. W czasie okupacji niemieckiej naziści zdewastowali kirkut wykorzystując macewy do wybrukowania ulic w mieście. Zachowało się na nim około 20 macew z których najstarsze pochodzą z drugiej połowy XIX wieku. Na terenie kirkutu od 1986 mieści się lapidarium wybudowane z ocalałych macew ze zniszczonego kirkutu w Chorzelach przeprowadzone łącznie z pracami porządkowymi z inicjatywy Towarzystwa Przyjaciół Ziemi Przasnyskiej. Nekropolia ma powierzchnię 1,2 ha. Ostatni znany pochówek odbył się w 1939 roku.

## Galeria

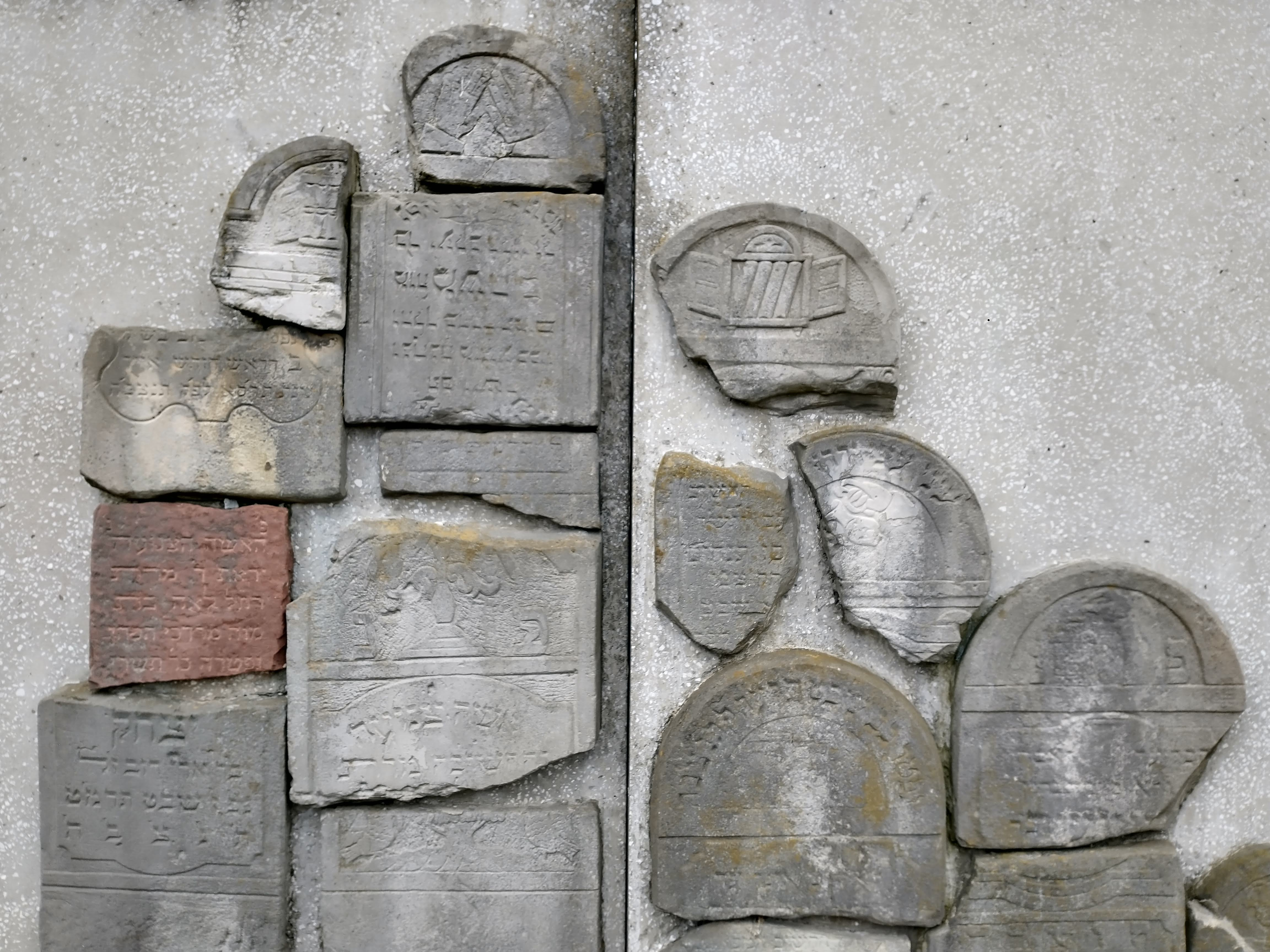
Zachowane macewy
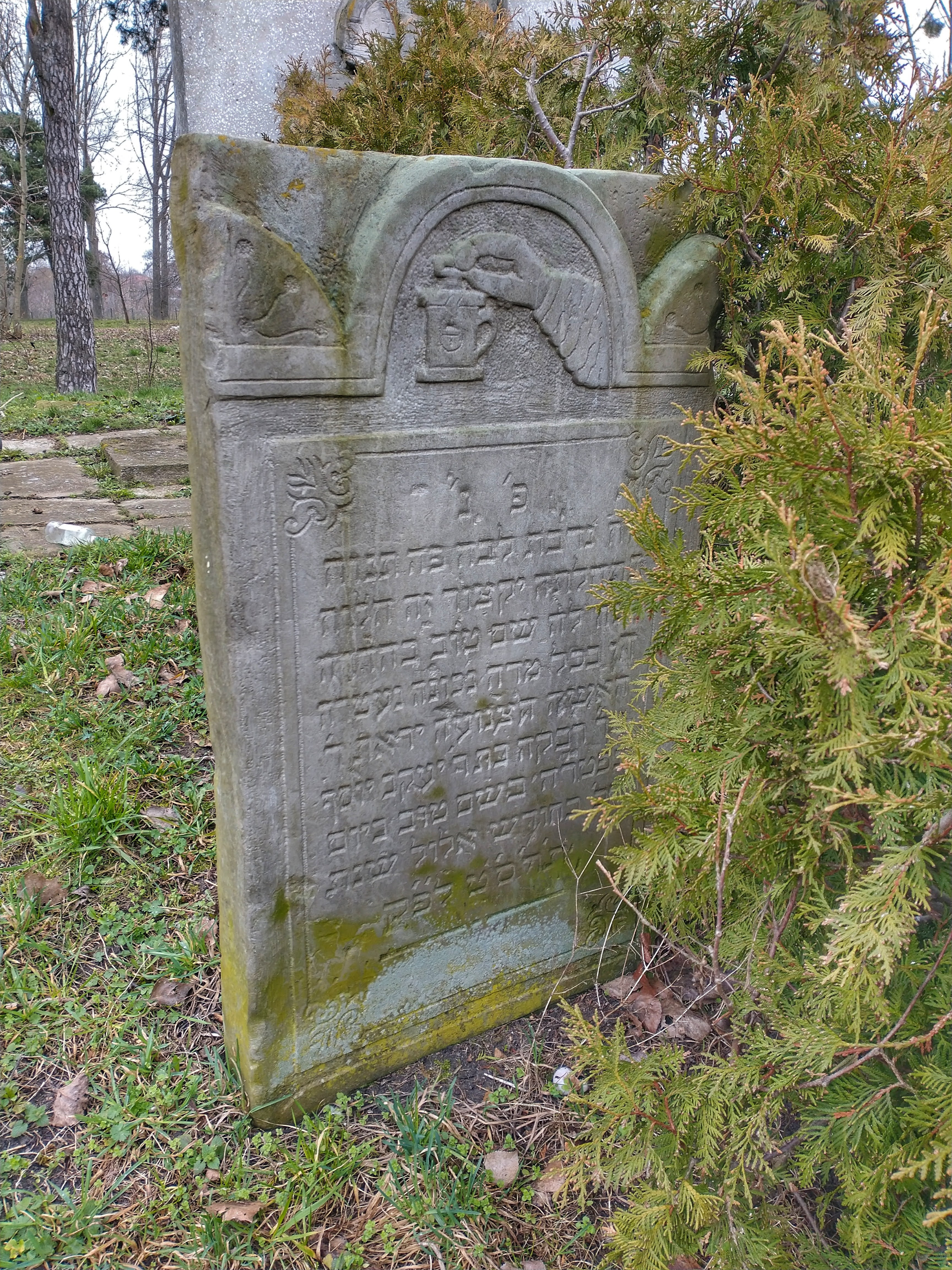